# 버스납치
《버스납치》(일본어: バスジャック, 영어: Busjack)는 2014년에 개봉한 일본의 코미디, 드라마 영화이다.
 후카자와 요시후미가 감독과 각본을 맡았다.
 일본은 2014년 2월 8일에 대한민국은 2021년 1월 15일에 개봉되었다.

## 줄거리
코미야 노보루는 38세 독신으로 되는 일이 없다

치아가 아프고 엑스레이를 찍으니 위장에 그림자가 보이는데

회사에서는 정리해고까지 당했다

이런 상황에 그의 머리로 떨어진 권총 한자루를 줍고 고속버스를 타게되고

버스 기사는 코미야의 허리에 꽃힌 권총을 보고 버스 납치범으로 오해하는데...

## 출연진

### 주연
- 엔도 쇼조 - 코미야 역
- 이시바시 안나

### 조연
- 시미즈 카즈키
- 후지와라 미츠히로
- 스즈키 츠카사
- 무라타 미츠
- 이쿠시마 유키
- 호리 마유미
- 홍콩